# کلستین بابایارو
 کلستین بابایارو  (به انگلیسی: Celestine Babayaro) (زاده ۲۹ آگوست ۱۹۷۸ - کادونا) بازیکن فوتبال اهل نیجریه است. وی سابقه عضویت در باشگاه‌های اندرلشت و چلسی را دارد.
همچنین بابایارو ۲۶ بازی ملی در کارنامه دارد و در جام‌های جهانی ۱۹۹۸ و ۲۰۰۲ حضور داشته‌است.